# ادموند دن مورل
ادموند دن مورل (انگلیسی: E. D. Morel؛ ۱۰ ژوئیه ۱۸۷۳ – ۱۲ نوامبر ۱۹۲۴) روزنامه‌نگار، مؤلف (پدیدآور)، سیاستمدار اهل بریتانیا بود. وی صلح طلب و همکار راجر کیسمنت (Roger Casement) مبارزه علیه برده‌داری را در کنگو هدایت کرد، انجمن اصلاحات کنگو را تأسیس کرد و مجله پست آفریقای غربی (Mail West African) را انتشار داد. او در جنگ جهانی اول نقش مهمی در جنبش صلح طلبی انگلیس ایفا کرد، مشارکت درپایه گذاری اتحادیه کنترل دمکراتیک که بعداً دبیرکل آن شد، وی در موضع دبیرکلی از حزب جدا شد. پس از جنگ به حزب کارگر مستقل پیوست. برتراند راسل در مورد مورل گفت: «هیچ شخص دیگری را نمی‌شناسم که در جستجو و بیان حقیقت سیاسی سادگی و شجاعت قهرمانانه او را داشته باشد.»
او در زمان کمپین روزنامه‌ها، مجله پست آفریقای غربی را تأسیس کرد و سپس به جنبش اعتراضی برای ترک پادشاه بلژیک لئوپولد دوم از کولونی خصوصی کنگو پیوست. در طول حکمرانی لئوپولد بر کنگو، حدود ده میلیون نفر کشته شدند.

## زندگی‌نامه
مورل در خیابان داییلو، (Avenue dÉylau) پاریس متولد شد. پدرش، ادموند مورل دوویل، (Morel de Ville) کارمند دولت فرانسه بود، و مادرش، امیلن د هورن(Emmeline de Horne)از یک خانواده کوآکر(Quaker) انگلیسی بود. این پیشینه می‌تواند پشتکاری او را بعدها در زندگی‌اش برای نجات انسان‌ها توضیح دهد، اما دینداری او مشکوک بود، حال آنکه این معرف یک ویژگی لیبرالی بود.
هنگامی که پدرش فوت کرد چهار ساله بود و در نتیجه مادرش نام فامیلی را به دوویل (Deville) تغییر داد و تربیت فرزندش را بر عهده گرفت. امیلن برای اینکه پسرش را از نفوذ خانواده پدری وی دور کند، به شغل آموزگار روی آورد تا با درآمد خود بتواند فرزندش را به مدرسه شبانه‌روزی(Madras House)در ایست‌بورن و سپس به مدرسه مدرن بدفورد بفرستد.
زمانی که امیلن دوویل در سال ۱۸۸۸بیمار شد، ادموند برای هزینه تحصیلی پولی نداشت و مجبور شد به پاریس بازگردد و کارمند بانک شود. او توانست مادر خود را در سال ۱۸۹۱ به انگلیس بفرستد. پنج سال بعد او با موفقیت توانست هویت انگلیسی برای خود کسب کند و سپس نام انگلیسی برای خود اختیار کرد. همان سال با ماری ریچاردسون ازدواج کرد. آن‌ها پنج فرزند داشتند. دخترش استلا با مشاور لهستانی به نام ژوزف رینتینگر در سال ۱۹۶۲ ازدواج کردند و صاحب دو دختر شدند.

## فعالیت در کنگو
لاستیک قرمز: «داستان تجارت لاستیک در کنگو در سال ۱۹۶۰»
در سال ۱۸۹۱، مورل یک کار دفتری را در شرکت کشتیرانی لیورپول الدر دمپستر به دست آورد. مورل برای افزایش درآمد خود و حمایت از خانواده‌اش از سال ۱۸۹۳ شروع به نوشتن مقالاتی علیه سیاست حمایت گرایانه تجاری فرانسه کرد زیرا که این سیاست باعث خسارت تجاری شرکت الدر دمپستر می‌شد.
او از سیاست وزارت امورخارجه که از حقوق آفریقایی‌ها تحت حکومت استعماری حمایت نمی‌کرد، انتقاد می‌کرد. رویکرد او به آفریقا تحت تأثیر کتاب‌های مری کینگزلی، مسافر و نویسنده انگلیسی بود، که نسبت به مردم آفریقا همدردی نشان می‌داد و به فرهنگ‌های مختلف احترام می‌گذاشت، که در آن زمان در میان اروپایی‌ها بسیار نادربود. قبلاً گروه‌هایی مانند انجمن محافظان بومیان، یک مبارزه علیه اذیت و آزار در کنگو را آغاز کرده بودند.
الدر دمپستر یک قرارداد کشتیرانی با دولت آزاد کنگو برای ارتباط بین آنتورپ و بوما منعقد کرد. مورل به علت دانش فرانسوی اش، اغلب به بلژیک فرستاده می‌شد، جایی که او توانست به بررسی حساب‌های داخلی دولت آزاد کنگو که توسط والد دمپستر تنظیم می‌شد، رسیدگی کند. او از اینکه فهمید که کشتی‌هایی که بلژیک را به مقصد کنگو ترک می‌کردند، تنها حامل اسلحه ،زنجیر، تفنگ و مواد منفجره بودند، نه هیچ کالای تجاری، در حالی که کشتی‌هایی که از کنگو برمی‌گشتند پر از محصولات ارزشمند مانند لاستیک خام و عاج بود، ادموند به این نتیجه رسید که سیاست بلژیکی پادشاه لئوپولد دوم یک سیاست استثمارگرانه بود.
به گفته پروفسور بلژیکی دانیل ونگرو نوهه، لئوپولد ۱٫۲۵۰میلیون یورو (با ارزش روز گزارش) از بهره‌کشی از مردم کنگو، عمدتاً از لاستیک کنگو بود، به‌دست آورده‌است. منابع دیگر بلژیکی محاسبه کردند که سود حاصل از استقرار کنگو قبل از سال ۱۹۰۵ تقریباً ۵۰۰ میلیون یورو (با ارزش روز گزارش) بود.
دستاوردهای بهره‌برداری از لاستیک از طریق دولت و شرکت‌های دیگر مانند شرکت لاستیکی هند (ABIR) Anglo- Belgian india Rubber Company بسیار زیاد بود. این دستاوردهای عظیم ناشی از استثمار وحشتناک مردم کنگو بود و ادموند مورل آن را به عنوان برده برداری توصیف می‌کرد. همراه با بیماری و قحطی ناشی از کار اجباری، نیمی از جمعیت بومی آن کولونی کشته شدند که لئوپولد مجبور به ترک کنگو می‌شود.